# Kazaviaspas

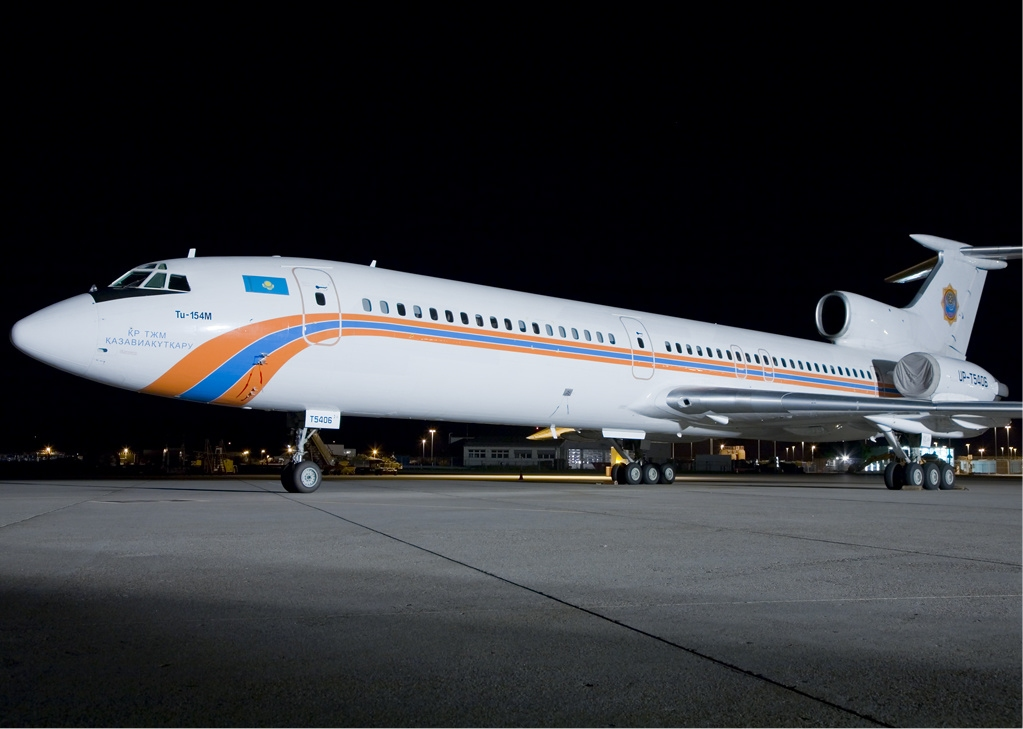
Tu-154M w barwach linii Kazaviaspas

Kazaviaspas (kaz.: Қазавиақұтқару) – kazachskie przedsiębiorstwo lotnicze założone w 2003 roku. Głównym lotniskiem jest port lotniczy Ałmaty, linie są własnością kazachskiej firmy EMERCOM. 

## Flota
Flota linii Kazaviaspas na 26 września 2016 roku:
| Model             | Kraj Pochodzenia | Ilość | Uwagi    |
| ----------------- | ---------------- | ----- | -------- |
| Tupolew Tu-134A-3 | ZSRR             | 1     | UP-T3407 |
| Antonow An-30     | ZSRR             | 1     | UP-AN301 |

W swojej flocie linie posiadają także śmigłowce Eurocopter EC145, Ka-32 i Mi-8.